# Württembergische VI
Die Fahrzeuge der Klasse VI waren Dampflokomotiven der Königlich Württembergischen Staats-Eisenbahnen. Bei der Neuordnung der württembergischen Lokomotivbezeichnungen im Jahre 1858 wurden sie in die Klasse A eingereiht.

## Geschichte
Diese ersten speziell für den Schnellzugdienst beschafften Lokomotiven konnten sich aufgrund ihrer für die Topographie Württembergs zu groß dimensionierten Treibrädern und zu klein dimensionierten Zylinder und Kessel nicht bewähren. Der Versuch, bei den letzten Maschinen dies mittels größerer Zylinder und größerem Kesseldruck zu beheben, schlug fehl, da man die Rostfläche nicht mit vergrößert hatte. Die Staatseisenbahnen nahmen von einer Nachlieferung Abstand. Die Lokomotiven 58 bis 63 waren die letzten Württembergs, die noch mit Stephenson-Steuerung ausgerüstet waren, bei den späteren Lieferungen wurde die Allan-Steuerung verwendet. Zwischen 1854  und 1860 baute die Maschinenfabrik Esslingen insgesamt 12 Lokomotiven der Klasse VI (ab 1858 A), die die Nummern 58 bis 63, 74 bis 77, 96 und 97 erhielten.
Sämtliche Lokomotiven wurden zwischen 1868 und 1878 in 1B-Lokomotiven der Gattungen B und B2 (drei Exemplare der Klasse B und neun B2) umgebaut, weil der Verzicht auf das Drehgestell geringere Unterhaltskosten bedeutete. Zwischen 1894 und 1901 wurden acht Lokomotiven (sieben der Klasse B2 und eine B) nochmals umgebaut und in die Reihe Ab eingeordnet, die übrigen vier wurden bis 1913 ausgemustert. Die letzten Exemplare der Reihe Ab, die zu dieser Zeit nur noch untergeordnete Dienste verrichteten, waren 1923 im zweiten vorläufigen Umzeichnungsplan der Deutschen Reichsbahn (DR) zur Umzeichnung in 34 8131 – 8133 (die 34 8134 dagegen war ursprünglich eine E (alt) gewesen) vorgesehen, wurden aber zu Beginn der 1920er Jahre auch ausgemustert.

## Konstruktive Merkmale
Gegenüber den älteren Lokomotiven waren die Kuppelräder vergrößert und der Kessel verbessert worden. Der Aufbau des Crampton-Kessels wurde vereinfacht, indem man auf die kuppelförmige Überhöhung der Feuerbüchse verzichtete, wodurch die zur Absteifung letzterer notwendigen zahlreichen Ankerstangen wegfielen. Stattdessen wurde eine glatte Stehkesseldecke mit Sicherheitsventil gewählt. Den Dampfdom mit Sicherheitsventil verlegte man auf die Mitte des Langkessels. Die 133 Heizrohre hatten einen Durchmesser von 45 mm. Die Kesselspeisung erfolgte über eine Fahrpumpe.
Da bis 1858 noch überwiegend mit Holz gefeuert wurde, erhielten die ersten Lokomotiven einen konischen Blechschornstein mit einem Funkenfänger der Bauart Klein. Später wurde dieser durch einen zylindrischen Schornstein mit Haube ersetzt.
Der Blechrahmen war innenliegend ausgeführt. Die beiden Dampfzylinder waren außenliegend und waagerecht angebracht, Steuerung und Schieberkästen dagegen innenliegend. Die Kreuzkopfführung war zweischienig, der Antrieb erfolgte auf die erste Kuppelachse. Die ersten Maschinen erhielten Stephenson-Steuerung, ab Baujahr 1858 wurde diese durch Allan/Trick ersetzt.
Die unter den Achslagern liegenden Blattfedern waren durch Ausgleichshebel verbunden. Die Schraubenbremse am Tender wirkte beidseitig auf alle Achsen. Auf dem hinteren Kesselschuss befand sich ein Sandkasten der die Treibachse von vorn sandete. Die Führerhausseiten waren geschlossen. Später kam ein Schirm vor dem Führerstand mit zurückgezogenem Dach und schmalen Seitenwänden dazu.
Die Lokomotiven waren mit Schlepptendern der Bauart 3 T 6 gekuppelt.

## Fahrzeugliste
| Fabriknr. | Baujahr | Bahnnummer K.W.St.E. | Name         | 1. Umbau | 1. Umbau | 1. Umbau | 2. Umbau | 2. Umbau | 2. Umbau | ausgemustert | DR-Nr.  |
| Fabriknr. | Baujahr | Bahnnummer K.W.St.E. | Name         | Jahr     | Klasse   | Bauart   | Jahr     | Klasse   | Bauart   | ausgemustert | DR-Nr.  |
| --------- | ------- | -------------------- | ------------ | -------- | -------- | -------- | -------- | -------- | -------- | ------------ | ------- |
| 259       | 1854    | 58                   | Frankfurt    | 1869     | B        | 1B n2    | 1895     | Ab       | 1B n2    |              | 34 8131 |
| 260       | 1855    | 59                   | Leipzig      | 1870     | B2       | 1B n2    |          |          |          | 1911         |         |
| 261       | 1855    | 60                   | Magdeburg    | 1869     | B2       | 1B n2    | 1896     | Ab       | 1B n2    |              | 34 8132 |
| 262       | 1855    | 61                   | Heidelberg   | 1868     | B2       | 1B n2    |          |          |          | 1904         |         |
| 263       | 1855    | 62                   | Berlin       | 1869     | B2       | 1B n2    | 1900     | Ab       | 1B n2    |              |         |
| 264       | 1855    | 63                   | Hamburg      | 1878     | B        | 1B n2    |          |          |          | 1907         |         |
| 469       | 1858    | 74                   | Bremen       | 1878     | B        | 1B n2    |          |          |          | 1913         |         |
| 470       | 1858    | 75                   | Cassel       | 1868     | B2       | 1B n2    | 1898     | Ab       | 1B n2    |              |         |
| 471       | 1858    | 76                   | Hannover     | 1870     | B2       | 1B n2    | 1895     | Ab       | 1B n2    |              | 34 8133 |
| 472       | 1858    | 77                   | Braunschweig | 1869     | B2       | 1B n2    | 1894     | Ab       | 1B n2    |              |         |
| 517       | 1860    | 96                   | Augsburg     | 1871     | B2       | 1B n2    | 1901     | Ab       | 1B n2    |              |         |
| 518       | 1860    | 97                   | München      | 1871     | B2       | 1B n2    | 1900     | Ab       | 1B n2    |              |         |